# Зенон от Елея
Вижте пояснителната страница за други личности с името Зенон.
Зенон от Елея, Зенон Елейски (старогръцки – Ζήνων ὁ Ἐλεάτης) е античен философ от досократовия период, един от най-важните представители на философската школа на „елеатите”.

## Биография
За живота на Зенон се знае твърде малко. Най-ранното писмено свидетелство за него е платоновият диалог „Парменид“, където Зенон е споменат като един от учениците на Парменид, които са го съпровождали при срещата му със Сократ. По-късни, но не категорични свидетелства имаме у Диоген Лаерций, Свидас, Диодор Александрийски, Ксенофонт и др. Със сигурност се знае, че Зенон е бил ученик на Парменид и е бил влиятелна фигура в древния философски и политически живот. Диоген отделя особено внимание на една случка от по-късния етап от живота на Зенон. Когато той обяснявал на учениците си несъстоятелността на идеята за движение, един от тях просто станал и се разходил. Зенон го набил. Макар и доста уклончива като разказ за събитие, тази случка ни говори, че Зенон е имал собствена школа и ученици, които по други, вече по-късни и косвени данни, са били многобройни. Учител е на Перикъл, древногръцки политик, управлявал Атина през третата четвърт на 5 век пр.н.е.
Друг античен автор, който отделя по-голямо място на Зенон, е Прокъл, но той се занимава най-вече с основните положение на философията му, а не с биографичните му данни. Макар и мимоходом, Зенон Елейски е толкова често споменаван у античните автори, та може да се съди, че е бил всепризнат авторитет в античността. Знае се, че по-голямата част от живота си прекарва в родния си полис, който в края на живота си е принуден да напусне поради спорове с местния тиран.
Античните автори отделят особено място на смъртта на Зенон. Поради политически различия, Зенон е бил измъчван от Елейския тиран Неарх и в края на тези мъчения е починал. Тук версиите са различни. Диодор (Х, 18, 2) разказва версията, според която, когато Зенон трябвало да предаде политическите си съмишленици, той поискал тиранът да се доближи, за да му ги прошепне на ухото. Когато Неарх направил това, Зенон захапал ухото му и бил пребит до смърт. Плутарх мимоходом разказва различна версия —- когато Зенон трябвало да издаде съзаклятниците си, той отхапал езика си и го изплюл в лицето на тирана (Против Колот, 32, 1126 D).

## Философия
Оригинални творби на Зенон не са запазени в цялост. Днес са известни фрагменти от творбата му „За природата“, цитирани от древните автори. Според запазеното в източниците може да се съди, че Зенон се е придържал и е доразвил учението на Парменид за Едното (τo μγ ων). Зенон отрича познаваемостта на битието чрез сетивата, множествеността на предметите и смята сетивното битие изобщо за измамно и водещо до логическа заблуда. Съгласен е, че „истината се ражда в спора“, но в същото време смята спора и изобщо словесното обяснение на истината за недостатъчно. Като основен гносеологичен подход Зенон използва „доказването на несъстоятелността на противоположното“.
Аристотел пръв внимателно анализира фрагментите, запазени от „За природата“. Въпреки че в анализа си той почти изключително спори с него и се опитва да обори тезите му, го определя като „Баща на диалектиката”.
Най-популярни днес са неговите т.нар. „апории“ или „парадокси“. Самият Зенон се е опитвал да докаже чрез тях именно несъстоятелността на „ниската“ човешка логика, на сетивното и емпиричното познание. Те са общо четири на брой и у различните антични автори, които ги цитират, имат различно наименование и обяснение, но при запазване на общия им принцип. Освен за философията, апориите представляват интерес за науки като математика и физика. Същевременно в тях са засегнати, а някои – и за първи път въведени – основни философски понятия и са зададени основополагащи въпроси като отношението между движението и покоя, времето и пространството, прекъснатост и непрекъснатост и т.н.
Основната идея на апориите е именно в това, че прекъснатостта, множествеността и движението характеризират света единствено и само като такъв, какъвто е възприеман от чувствата. Истинският свят е постижим само чрез интелекта, ума – νους. Опитът да се мисли за множество води разума до противоречие, следователно тя е безсмислена. Това е в контекста на принципа на Парменид, че „Едно е всичко, всичко е едно“.
Апориите са коментирани от философи като Аристотел, Диодор Крон, Хризип, Рене Декарт, Лайбниц, Блез Паскал, Имануел Кант, Фридрих Енгелс, Николай Хартман и др.

## Събрани фрагменти
- Елеати, изд. „ЛИК“, С. 1996, ISBN 954-607-061-0